# NGC 322
NGC 322 ist eine Linsenförmige Galaxie vom Hubble-Typ S0 im Sternbild Phönix, welche etwa 316 Millionen Lichtjahre von der Milchstraße entfernt ist. Gemeinsam mit PGC 95427 bildet sie ein interagierendes Galaxienpaar, welche nur 0′,2 sind voneinander getrennt sind.
Das Objekt wurde am 5. September 1834 von John Herschel entdeckt.